# Pošćenski Kraj
Pošćenski Kraj este un sat din comuna Žabljak, Muntenegru. Conform datelor de la recensământul din 2003, localitatea are 40 de locuitori (la recensământul din 1991 erau 49 de locuitori).

## Demografie
În satul Pošćenski Kraj locuiesc 33 de persoane adulte, iar vârsta medie a populației este de 50,1 de ani (47,2 la bărbați și 52,7 la femei). În localitate sunt 14 gospodării, iar numărul mediu de membri în gospodărie este de 2,86.
|  |

| Demografie | Demografie | Demografie |
| An         | Locuitori  | Locuitori  |
| ---------- | ---------- | ---------- |
|            |            |            |
|            |            |            |
|            |            |            |
|            |            |            |
| 1948       | 185        |            |
| 1953       | 181        |            |
| 1961       | 172        |            |
| 1971       | 163        |            |
| 1981       | 82         |            |
| 1991       | 49         | 49         |
| 2003       | 41         | 40         |

| \| Componența etnică conform recensământului din 2003[2] \| Componența etnică conform recensământului din 2003[2] \| Componența etnică conform recensământului din 2003[2] \| Componența etnică conform recensământului din 2003[2] \| Componența etnică conform recensământului din 2003[2] \| \| ----------------------------------------------------- \| ----------------------------------------------------- \| ----------------------------------------------------- \| ----------------------------------------------------- \| ----------------------------------------------------- \| \| \| \| \| \| \| \| Muntenegreni \| Muntenegreni \| \| 36 \| 90% \| \| Sârbi \| Sârbi \| \| 2 \| 5% \| \| necunoscută \| necunoscută \| \| 0 \| 0% \| |              |  |    |     |
| Componența etnică conform recensământului din 2003 |              |  |    |     |
| |              |  |    |     |
| Muntenegreni | Muntenegreni |  | 36 | 90% |
| Sârbi | Sârbi        |  | 2  | 5%  |
| necunoscută | necunoscută  |  | 0  | 0%  |